# Orthogonioptilum kivuensis
Orthogonioptilum kivuensis är en fjärilsart som beskrevs av Thierry Bouyer 1990. Orthogonioptilum kivuensis ingår i släktet Orthogonioptilum och familjen påfågelsspinnare. Inga underarter finns listade i Catalogue of Life.